# پوکروفسکویه (باشقیرستان)
پوکروفسکویه (انگلیسی: Pokrovskoye, Republic of Bashkortostan) یک شهرک در شهرستان بلاگووشچنسکی باشقیرستان کشور روسیه است.